# 梶野行淳

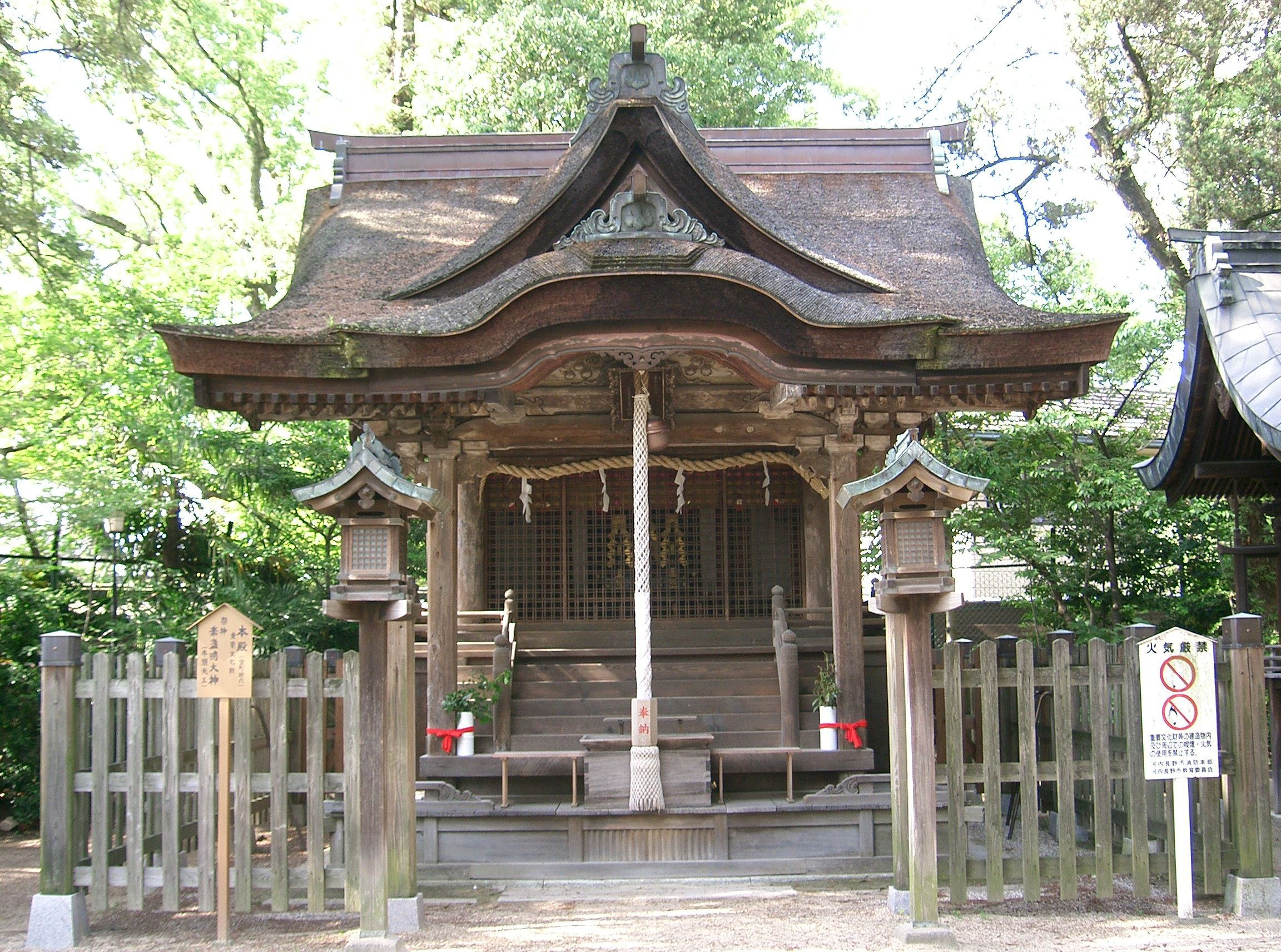
長野神社の本殿

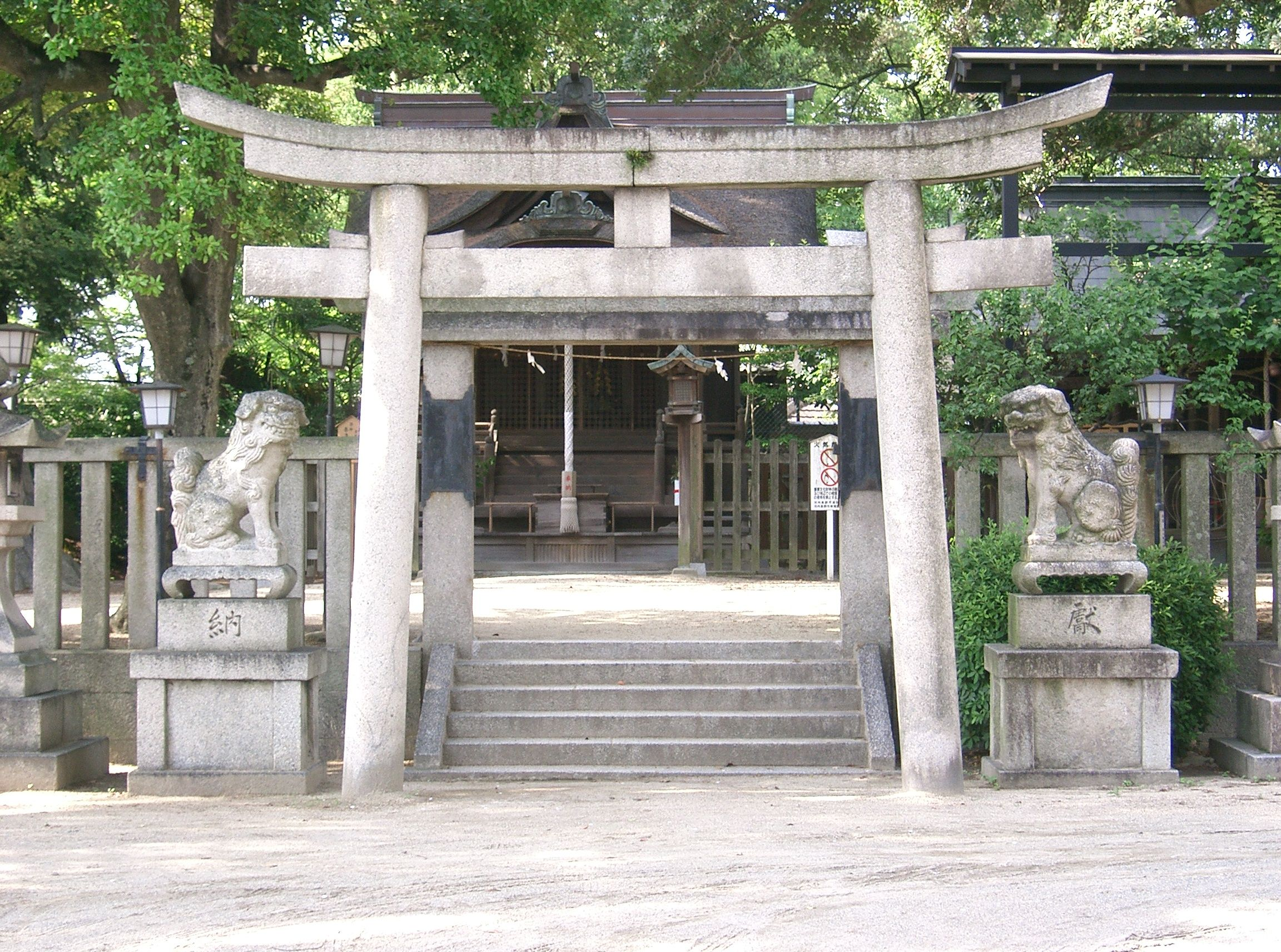
長野神社の全景

梶野 行淳（かじの ゆきあつ、1942年9月6日 -）は、日本の教育者、神職。長野神社宮司。
四天王寺高等学校校長などを歴任した。

## 来歴
生家の梶野家は、無量寿院住職の行篤が復飾した際に創設され、華族制度が廃止されるまで歴代当主は男爵に列せられていた。当主は奈良県の川上神社で神職を務めることになったが、祖父の梶野行康(華園澤称五男)の頃より大阪府の長野神社で神職を務めるようになった。父である梶野敏一も、長野神社で宮司を務めていた。行淳は教育者としての道を歩み、学校法人である四天王寺学園が設置する四天王寺高等学校にて校長に就任した。四天王寺高等学校においては進学実績を積み上げ、進学校としての知名度を高めるなど、同校の発展の礎を築いた。その後、父と同じく長野神社の宮司に就任した。実子の梶野行良も神職となり、大阪府の今宮戎神社を経て、長野神社に奉職している。

## 人物
宮司を務める長野神社は、室町時代に創建された本殿が重要文化財に指定されるなど、貴重な文物が遺されている。これらの文化財を保護する取り組みの一環として、河内長野市消防本部、地域の消防団、長野神社自衛消防隊が合同で消防訓練を行っている。「長野神社は、永い歴史と貴重な文化財を有しています」と述べるとともに「消防署や消防団、地元の皆様方のご協力を得て火災から守っていきたい」と語っている。

## 家族・親族
閑院宮直仁親王の第四王子として生まれ、のちに鷹司家の養嗣子となった鷹司輔平の血を引いているため、行淳は東山天皇の男系子孫にあたる。男系男子としての血縁関係をみれば、1947年に皇籍離脱した旧皇族11宮家（いずれも崇光天皇の男系子孫）よりも、行淳の方が現在の上皇や今上天皇に血筋が近い血族である。男系相続長子優先のサリカ法典式に数えると、男系男子としての血縁関係上、2023年現在存命中の人物の中では現皇族を除くと、華園真暢、に次いで2番目となる。なお、父方の梶野家は歴代当主が男爵となった旧華族であり、母方の持明院家も歴代当主が子爵となった旧華族である。
梶野行康から見た系譜は以下の通り
- 長男・敬一(1914年2月2日-1993年2月28日、長野神社宮司[1]、国士舘大学卒業[6])
  - 孫・行淳(1942年9月6日生、[1])
  - 妻・愛子(森誠嘉長女、1954年2月12日生[1])
    - 曾孫・明子(1975年9月8日生[1])
    - 曾孫・行良(1978年4月11日生[1]、川上神社_(河内長野市)宮司・長野神社宮司・中津神社宮司[7]、河内長野高野街道ロータリークラブ所属[8])
- 次男・行直(1918-1977[1]、国士舘大学卒業、満州帝国協和会勤務[6])
- 三男・行弘(1941年生[1][6])

係累縁者が多数に上るため、下記には親族の範囲に該当する著名人のみ氏名を記載した。
- 鷹司政煕（六世の祖） - 公卿
- 鷹司政通（五世の祖） - 公卿
- 華園摂信（高祖父） - 僧侶
- 梶野行篤（養高祖父） - 僧侶、宮内官僚
- 鷹司輔煕（高祖伯父） - 公卿
- 徳大寺公純（高祖叔父） - 公卿
- 九条幸経（高祖叔父） - 公卿
- 渋谷教応（高祖叔父） - 僧侶
- 鷹司標子（高祖叔母） - 蜂須賀斉裕正室
- 華園澤称（曾祖父） - 僧侶
- 持明院基哲（曾祖父） - 宮内官僚、政治家
- 伏原宣足（曾祖父） - 神職、政治家
- 梶野行和（養曾祖父） - 宮内官僚
- 梶野行康（祖父） - 神職
- 持明院基揚（祖父） - 宮内官僚
- 華園真淳（大伯父） - 僧侶
- 梶野敏一（父） - 神職
- 華園真準（従伯父） - 僧侶
- 華園真暢（又従兄） - 僧侶
- 梶野行良（子） - 神職

## 系譜
東山天皇の男系九世子孫である。東山天皇の孫（閑院宮直仁親王の子）で鷹司家を継いだ鷹司輔平の男系後裔。

詳細は皇別摂家#系図も参照のこと。